# Victoria (монітор)
Victoria - монітор, побудований для Перуанського флоту у середині 1860-тих. Корабель брав участь у битві при Кальяо 2 травня 1866 під час Іспано-південноамериканської війни 1864–66. Остаточна доля корабля невідома.

## Опис
Victoria мала довжину 45,7 метрів, бімс 9, 1 метр,  та осадку 3,7-4 метри. Водотоннажність корабля складала 300 тон.  Він приводився у рух паровою машиною, знятою з локомотива, тож через брак її потужності був дуже повільним.  Озброєння монітора складалося з єдиної гладкоствольної 64-фунтової гармати. Victoria мала трьохдюймову броню (76 мм) та надводний борт у 20 дюймів (510 мм.)

## Будівництво та кар'єра
Спроектована братами Хосе Томасом і Мануелем Хосе Рамосами (José Tomás і Manuel José Ramos). Будівництво Вікторії розпочалося 30 липня 1864 року, коли вона була "включена до складу" перуанського флоту, на верфі Maestranza Naval de Bellavista в Кальяо, Перу. Корабель завершили на початку 1866 року. 
Мало відомо про дії монітора  під час битви при Кальяо 2 травня 1866 року. Корабель вразив один іспанський 68-фунтовий снаряд, який не зміг пробити його броню. Також нічого не відомо про будь-яку подальшу діяльність та  долю монітора. 